# Alex Slater
Pour les articles homonymes, voir Slater et James Alex Slater.
James Alex Slater II (né en 1945) est un entomologiste américain, spécialiste des hétéroptères (« punaises ») de la famille des Lygaeidae, fils de l'entomologiste James A. Slater. Afin d'éviter la confusion avec son père, il signe ses publications de son second prénom, Alex Slater.